# Ilko Zahorojko
Ilko Zahorojko – ukraiński działacz społeczny, poseł do Sejmu Krajowego Galicji I i II kadencji (1861–1868), wójt wsi Podhorce w powiecie Olesko.
Wybrany w IV kurii obwodu Złoczów, z okręgu wyborczego nr 43 Busk-Kamionka-Olesko. 3 stycznia 1863 aresztowany pod zarzutami kryminalnymi, oczyszczony z zarzutów, powrócił jako poseł. Wybrany również w II kadencji Sejmu Krajowego, jego wybór unieważniono.